# Нигаматово
Нигаматово (баш. Ниғәмәт) — село в Баймакском районе Республики Башкортостан Российской Федерации. Административный центр Нигаматовского сельсовета. Согласно переписи 2020 года население составляло 766 человек.

## География

### Географическое положение
Находится на берегу реки Сакмары, в месте впадения реки Тавлы.
Расстояние до:
- районного центра (Баймак): 30 км,
- ближайшей железнодорожной станции (Сибай): 75 км.

## История
Село основано в 1847 году. В Мукасове жил Килдикей Кадыргулов, с 1766 года, сын его Нигаматулла Килдикеев (с 1791 года) во главе 15 семей в 1847 г. основал новую деревню Нигаматово. Все семьи вышли из Мукасова, недавно прибывшие из деревни Иткулово 2-е. Сыновья Нигаматуллы Кунаккул (его сыновья Уметкужа, Тулумгужа, Мухаметьян), Мухаметкул (его сын Валит), Мухаметсалих (его сын Ахметшариф), Мухаметсафа, Мухаметсаляф, Гариф и брат первопоселенца Худайназар Килдикеев, с 1793 года, с детьми Утарбаем, Сабитом, Хусаином, Шахбалом, Габдрахманом жили в новой деревне Нигаматово. В 1850 г. в 15 дворах проживало 50 мужчин и 40 женщин. 206 жителей и 38 дворов было в 1920 г.

## Население
| 2002 | 2009 | 2010 |
| ---- | ---- | ---- |
| 909  | ↘906 | ↘838 |

Согласно переписи 2002 года, преобладающая национальность — башкиры (98 %).

## Религия
В селе есть мечеть.